# ابرسکیل کاو
ابرسکیل کاو (به لاتین: Abrskil Cave) در گرجستان است که در آبخاز واقع شده‌است.